# Brigitte Reichert
Brigitte Reichert (* 4. Mai 1946 in Berlin) ist eine ehemalige deutsche Eisschnellläuferin.
Reichert, die für den SC Dynamo Berlin startete, wurde in den Jahren 1963 sowie 1965 DDR-Juniorenmeisterin im Mehrkampf und nahm in der Saison 1963/64 sowie in der Saison 1964/65 an internationalen Wettbewerben teil. Dabei kam sie im Februar 1964 in Innsbruck bei ihrer einzigen Teilnahme an Olympischen Winterspielen auf den 25. Platz über 1000 m und auf den 21. Rang über 500 m. Sie nahm an keiner Welt- sowie Europameisterschaft teil. Bei DDR-Meisterschaften wurde sie dreimal Dritte und erreichte im Jahr 1964 mit dem zweiten Platz über 1000 m ihr bestes Ergebnis bei diesen Meisterschaften.

## Persönliche Bestzeiten
| Disziplin | Zeit       | Datum             | Ort       |
| --------- | ---------- | ----------------- | --------- |
| 500 m     | 49,8 s     | 30. Januar 1964   | Innsbruck |
| 1000 m    | 1:44,3 min | 15. Dezember 1965 | Berlin    |
| 1500 m    | 2:41,4 min | 30. Januar 1965   | Berlin    |
| 3000 m    | 5:38,7 min | 7. März 1964      | Berlin    |